# Capsule communicator
 Ikke at forveksle med Capcom (firma).
CAPCOM eller Capsule communicator er det engelske ord for den person der kommunikerer med astronauterne på bemandede rumflyvninger. En Capcom sidder i kontrolcentret (mission control); kontrolcentrets minder om en lufthavns kontroltårn med flyveledere. Kontrolcentret kan dirigere fartøjet direkte eller bede astronauterne om at udføre en opgave og det er Capcoms opgave. CAPCOM er oftest en astronaut, da man mener at de nemmest kan sætte sig ind, i hvad folk i rummet har brug for at vide. I rumfartens barndom brugte man reservebesætningen til CAPCOM.

## Galleri
- Kontrolrum Apollo 11
- Capcom Apollo 11
- Roger Chaffee
- Capcom ved Challenger-ulykken.
- Apollo 13
- JAXA Capcom
- NASA Capcom